# Mike Rianda
Michael Rianda (Salinas, 17 de junho de 1984) é um cartunista, diretor, roteirista e dublador estadunidense. Ele é conhecido por seu trabalho em Gravity Falls como diretor criativo e escritor na primeira temporada, e consultor criativo na segunda temporada. Ele também é conhecido por dirigir, co-escrever e co-estrelar seu longa de estreia na direção, The Mitchells vs. the Machines (2021), pelo qual foi indicado ao Oscar de melhor filme de animação.

## Juventude e educação
Rianda nasceu em 17 de junho de 1984, em Salinas, Califórnia. Ele frequentou o California Institute of the Arts depois de "desenhar e dizer coisas divertidas" na escola, estudando animação de personagens. Rianda também começou a escrever e dirigir dois curtas-metragens na escola de animação intitulados Everybody Dies in 90 Seconds (2008) e Work (2010).

## Carreira
Ele se tornou diretor criativo e escritor da série animada de televisão do Disney Channel, Gravity Falls, até sua saída em 2013. Mike também dublou Lee, Thompson, Mr. Rianda retornou mais tarde e atuou como consultora criativa em sua segunda temporada.
Em 2021, dirigiu e co-escreveu, junto com Jeff Rowe, The Mitchells vs. the Machines, no qual também dublou Aaron Mitchell. O filme foi lançado na Netflix em 30 de abril de 2021.

## Filmografia

### Cinema
| Ano  | Título                                      | Direção | Roteiro  | Outros | Voz                                                        | Notas                |
| ---- | ------------------------------------------- | ------- | -------- | ------ | ---------------------------------------------------------- | -------------------- |
| 2021 | The Mitchells vs. the Machines              | Sim     | Sim      | Sim    | Aaron Mitchell / Talking Dog / Furbies / Wi-Fi Enthusiast  |                      |
| 2023 | Spider-Man: Across the Spider-Verse         | Não     | Não      | Sim    | Ezekiel Sims / Spider-Therapist                            | Consulta de produção |
| 2023 | Teenage Mutant Ninja Turtles: Mutant Mayhem | Não     | Não      | Sim    | Wants a Paycheck Goon / Chop Shop Boss / Ratatouille Guard |                      |
| TBA  | I, Chihuahua                                | Não     | História | Não    | —                                                          | [ 8 ]                |

### Televisão
| Ano       | Título        | Roteiro | Outros | Voz                                            | Notas                                                 |
| --------- | ------------- | ------- | ------ | ---------------------------------------------- | ----------------------------------------------------- |
| 2012–2016 | Gravity Falls | Sim     | Sim    | Lee, Thompson, Mr. Poolcheck, vozes adicionais | Diretor criativo (temporada 1) Consulta (temporada 2) |
| 2021      | Inside Job    | Não     | Sim    | —                                              | Consulta (episódio: "Unpresidented")                  |
| 2022      | Amphibia      | Não     | Sim    | —                                              | Participação (episódio: "The Hardest Thing")          |

## Prêmios e indicações
| Associação                        | Ano  | Categoria                                                                | Obra                           | Resultado | Ref(s) |
| --------------------------------- | ---- | ------------------------------------------------------------------------ | ------------------------------ | --------- | ------ |
| Óscar                             | 2022 | Melhor filme de animação                                                 | The Mitchells vs. the Machines | Indicado  | [ 9 ]  |
| Annie Awards                      | 2022 | Melhor realização por direção em uma produção de longa-metragem          | The Mitchells vs. the Machines | Venceu    | [ 10 ] |
| Annie Awards                      | 2022 | Melhor realização por roteiro em uma produção de animação para televisão | The Mitchells vs. the Machines | Venceu    | [ 11 ] |
| Hollywood Critics Association     | 2022 | Melhor filme                                                             | The Mitchells vs. the Machines | Indicado  |        |
| Hollywood Critics Association     | 2022 | Melhor roteiro                                                           | The Mitchells vs. the Machines | Venceu    | [ 12 ] |
| Critics' Choice Movie Awards      | 2022 | Melhor filme de animação                                                 | The Mitchells vs. the Machines | Venceu    | [ 13 ] |
| British Academy Film Awards       | 2022 | Melhor filme de animação                                                 | The Mitchells vs. the Machines | Indicado  | [ 14 ] |
| British Academy Children's Awards | 2022 | Melhor filme                                                             | The Mitchells vs. the Machines | Indicado  | [ 15 ] |